# Marko Bošnjak
Marko Bošnjak (ur. 11 stycznia 2004 w Mostarze) – bośniacko-chorwacki piosenkarz. Reprezentant Chorwacji w 69. Konkursie Piosenki Eurowizji (2025).

## Kariera
Zadebiutował w 2015 w wieku 11 lat wygrywając serbski talent show Pinkove Zvezdice. W 2022 z utworem „Moli za nas” zajął 2. miejsce w chorwackich preselekcjach Dora 2022, wyłaniających reprezentanta Chorwacji w 66. Konkursie Piosenki Eurowizji. W tym samym roku wystąpił na festiwalu muzycznym organizowanym w Splicie.
W lutym 2024 był nominowany w kategorii „nowa twarz” na chorwackim rozdaniu nagród Zlatni studio 2024. 5 grudnia 2024 znalazł się na liście uczestników Dora 2025 z piosenką „Poison Cake”, chorwackich preselekcjach do 69. Konkursu Piosenki Eurowizji. 2 marca 2025 zwyciężył w finale eliminacji, otrzymując tym samym prawo do reprezentowania Chorwacji w Konkursie Piosenki Eurowizji 2025 w Bazylei. 13 maja wystąpił w pierwszym półfinale, jednak nie zakwalifikował się do finału.

## Życie prywatne
Bošnjak wyoutował się jako gej w 2024 r., co wywołało powszechną homofobiczną reakcję w internecie po jego zwycięstwie w chorwackich preselekcjach rok później.
Bošnjak zażądał wykluczenia Izraela z Konkursu Piosenki Eurowizji z powodu ludobójstwa dokonanego w Palestynie.

## Dyskografia

### Single
| Rok                                                      | Tytuł                      | Najwyższe pozycje na listach | Album |
| Rok                                                      | Tytuł                      | CRO Dom. Air.                | Album |
| -------------------------------------------------------- | -------------------------- | ---------------------------- | ----- |
| 2022                                                     | „Moli za nas”              | 29                           | –     |
| 2022                                                     | „Pjesma za ”               | –                            | –     |
| 2023                                                     | „Spokojan”                 | 15                           | –     |
| 2023                                                     | „Nema”                     | 12                           | –     |
| 2024                                                     | „Pusti me”                 | –                            | –     |
| 2024                                                     | „Asfalt” (oraz Iva Lorens) | –                            | –     |
| 2024                                                     | „Takav dan”                | –                            | –     |
| 2024                                                     | „Zdravo budi mladi kralju” | –                            | –     |
| 2025                                                     | „Poison Cake”              | 1                            | –     |
| „–” oznacza, że singel nie był notowany na danej liście. |                            |                              |       |